# 강화 장정리 석조여래입상
강화 장정리 석조여래입상(江華 長井里 石造如來立像)은 인천광역시 강화군 하점면 장정리에 있는 고려시대의 석조 여래 입상이다.
1978년 3월 8일 대한민국의 보물 제615호 강화 하점면 석조여래입상(江華 河岾面 石造如來立像)으로 지정되었다가, 2010년 8월 25일 현재의 명칭으로 변경되었다.

## 개요
인천광역시 강화군 하점면 봉천산 아래에 자리잡은 고려시대의 석조불상이다. 두꺼운 화강암의 판석에 돋을새김으로 했는데, 현재는 전각을 만들어 그 안에 모시고 있다.
민머리의 정수리 부분에는 상투 모양의 작은 머리(육계)가 솟아 있다. 타원형의 얼굴에는 살이 올라 있는데 눈·코·입의 표현이 다소 둔중해 보인다. 귀는 비사실적으로 길며, 목이 짧아 3줄의 주름인 삼도(三道)가 가슴까지 내려와 있다.
양 어깨를 감싸고 있는 옷은 두껍게 표현되어 신체의 굴곡을 드러내지 못하고 있으며, 좁고 둥글게 처리된 어깨선으로 인해 불상은 어딘지 모르게 움츠러든 모습이다. U자형의 옷주름은 가슴에서부터 흘러내려 무릎 부분까지 표현되었는데 형식적이며 간략하게 처리되었다. 오른손은 허리 아래로 내려 손바닥을 밖으로 향하고 있고, 왼손은 가슴 앞으로 들어 손가락을 구부리고 있다. 불신의 주위에는 2줄의 도드라진 선으로 몸광배와 머리광배를 구분하고 있다. 2줄 사이에는 드문드문 둥근 구슬을 새겨 넣었으며, 머리광배와 몸광배의 가장자리에는 불꽃무늬를 새겼다.
평판적이고 선으로 조각하는 경향이 두드러진 불상으로 모든 면에서 단순화, 생략화 되는 점은 시대가 내려가는 것을 말해준다. 양감이 있는 얼굴, 짧은 목, 움츠린 어깨, 형식적인 옷주름 등에서 고려시대 불상의 특징을 잘 나타내고 있는 작품이라고 할 수 있다.

## 사진

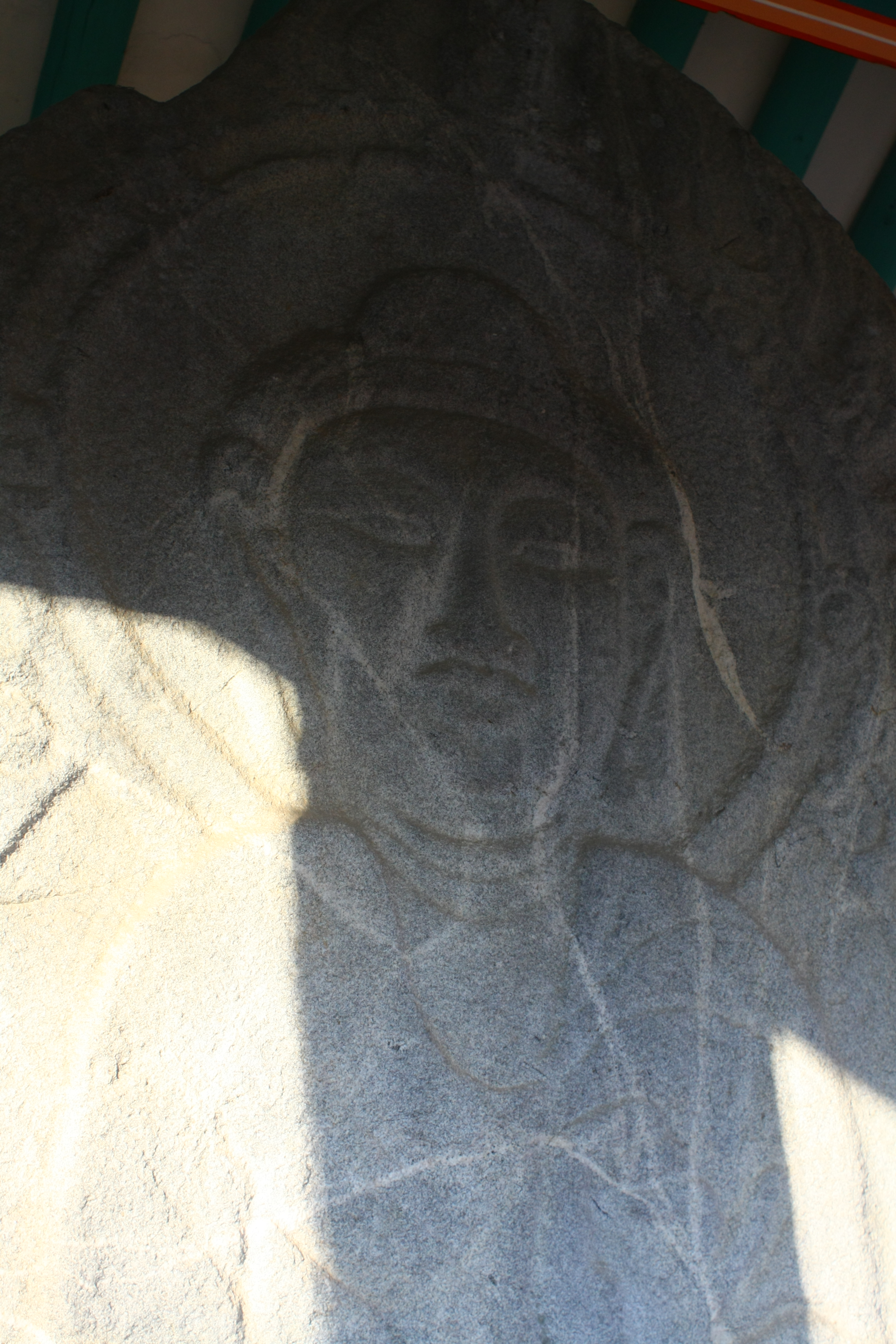
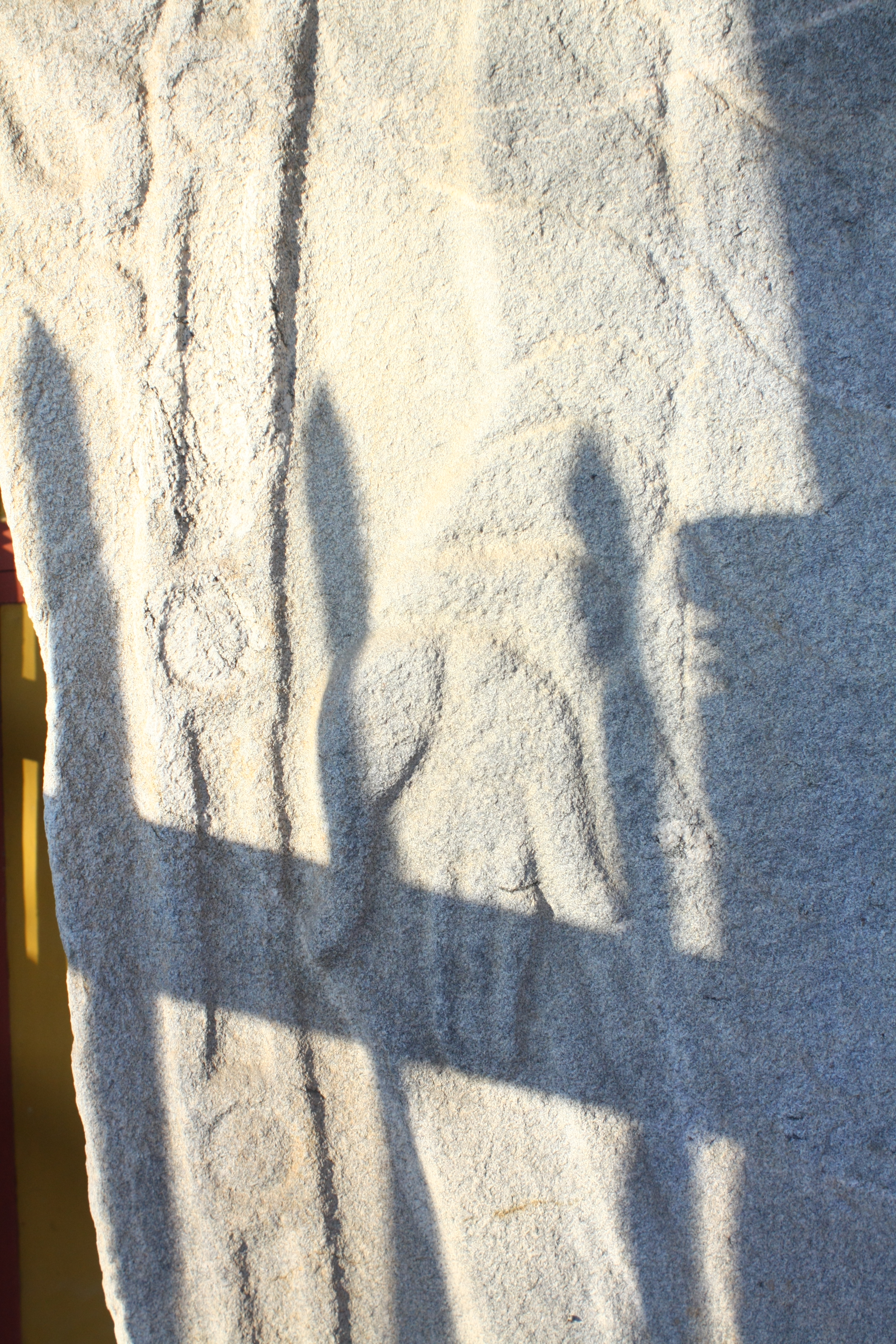
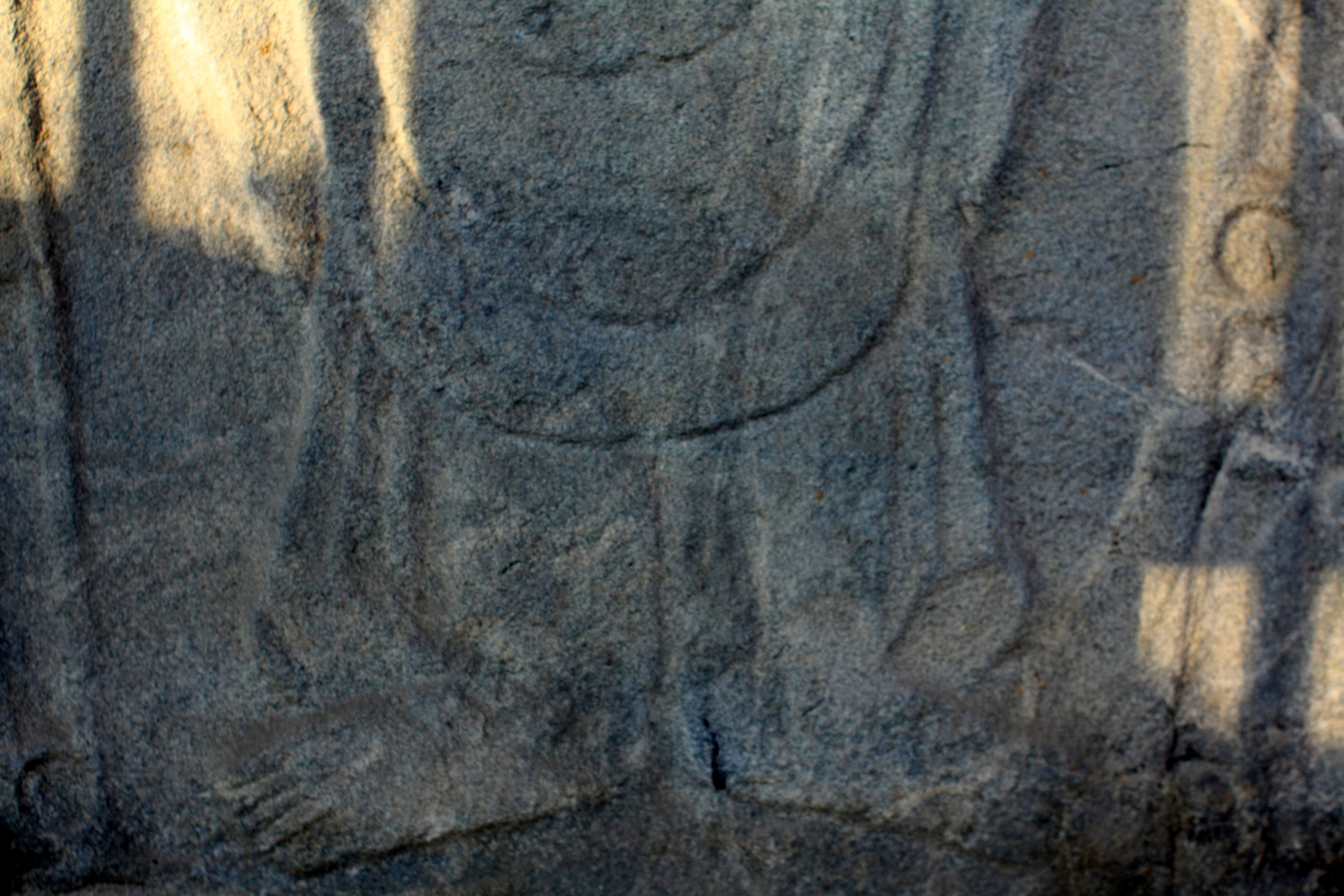
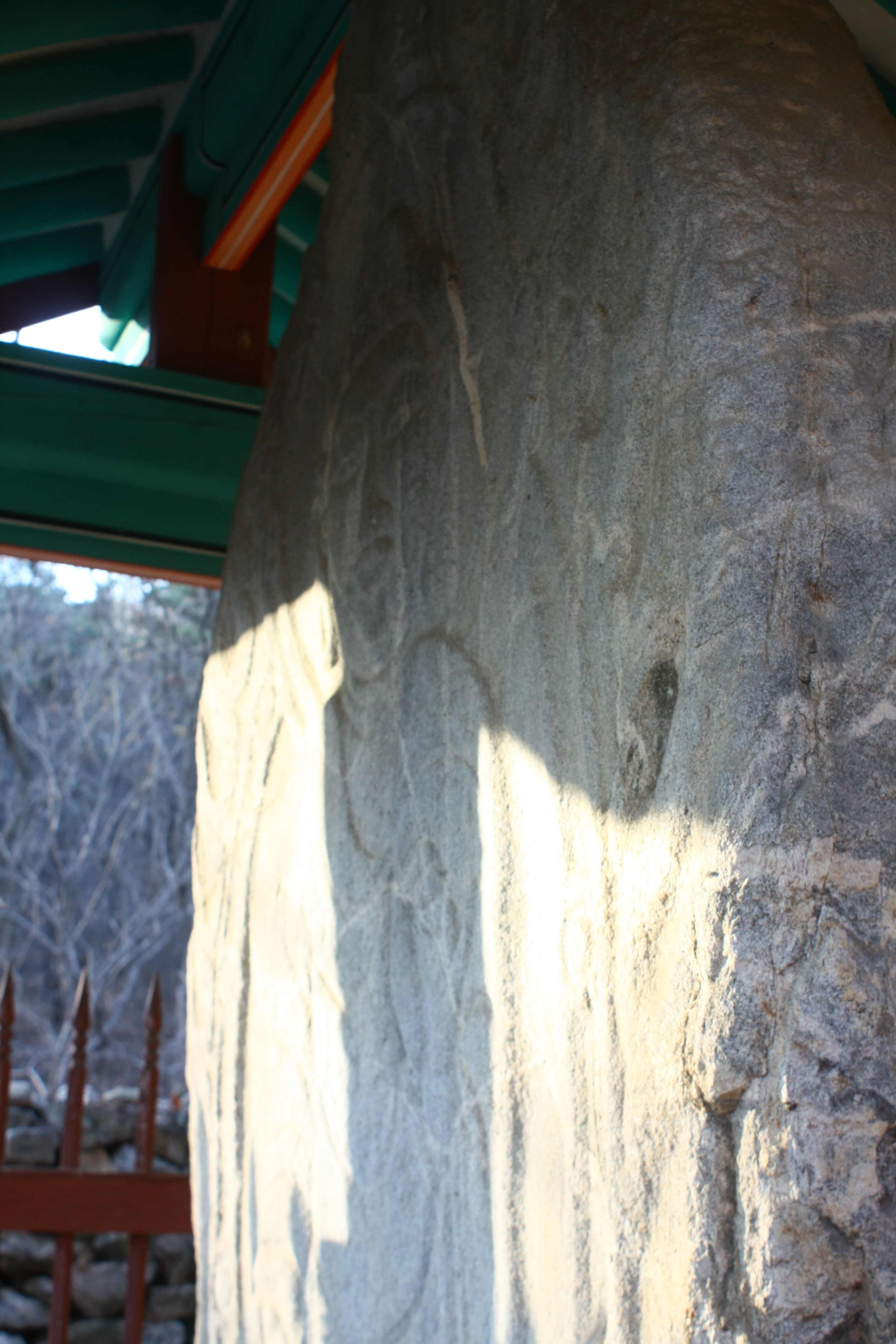
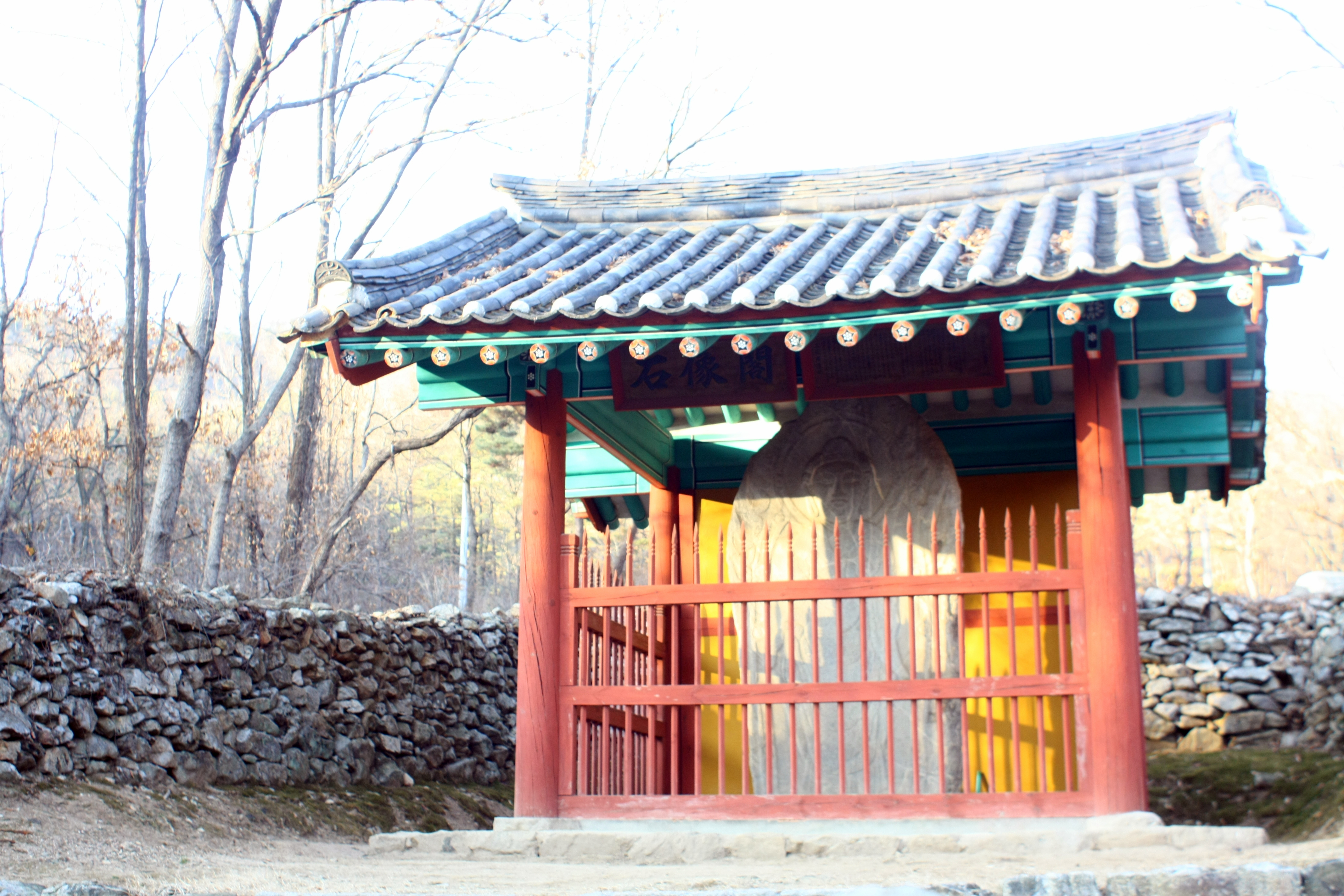
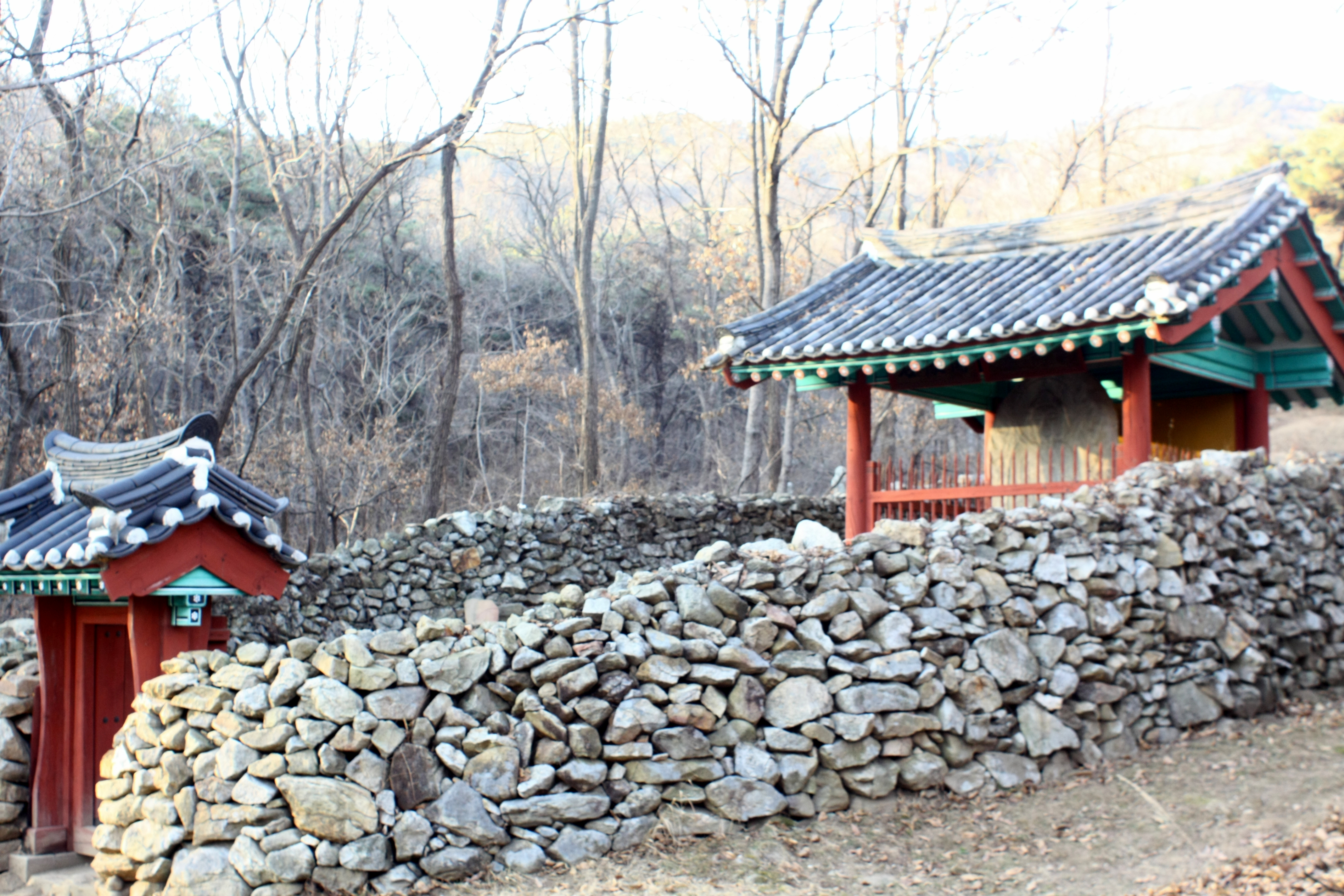